# نيلس أوتو مولر
نيلس أوتو مولر هو متسابق يخت دنماركي، ولد في 7 نوفمبر 1897 في فريدريكسبرغ في الدنمارك، وتوفي في 14 أبريل 1966.

## وصلات خارجية
- نيلس أوتو مولر على موقع اللجنة الأولمبية الدولية (الإنجليزية)
- نيلس أوتو مولر على موقع أوليمبيديا (الإنجليزية)